# Paravur
Paravur es una ciudad y  municipio situada en el distrito de Ernakulam en el estado de Kerala (India). Su población es de 31503 habitantes (2011). Se encuentra a 15 km de Cochín y a 47 km de Alappuzha.

## Demografía
Según el censo de 2011 la población de Paravur era de 31503 habitantes, de los cuales 15060 eran hombres y 16443 eran mujeres. Paravur tiene una tasa media de alfabetización del 96,75%, superior a la media estatal del 94%: la alfabetización masculina es del 97,80%, y la alfabetización femenina del 95,80%.